# UAE Team Emirates/Saison 2020
Diese Liste beschreibt die Mannschaft und die Erfolge des Radsportteams UAE Team Emirates in der Saison 2020.

## Erfolge in der UCI WorldTour
In den Rennen der UCI WorldTour Saison 2020 der UCI WorldTour gelangen die nachstehenden Erfolge.
| Datum                      | Rennen                          | Fahrer             |
| -------------------------- | ------------------------------- | ------------------ |
| 27. Februar                | 5. Etappe UAE Tour              | Tadej Pogačar      |
| 14. August                 | 3. Etappe Critérium du Dauphiné | Davide Formolo     |
| 29. August                 | 1. Etappe Tour de France        | Alexander Kristoff |
| 6. September               | 9. Etappe Tour de France        | Tadej Pogačar      |
| 13. September              | 15. Etappe Tour de France       | Tadej Pogačar      |
| 19. September              | 20. Etappe Tour de France (EZF) | Tadej Pogačar      |
| 29. August – 20. September | Gesamtwertung Tour de France    | Tadej Pogačar      |
| 29. September              | 1. Etappe BinckBank Tour        | Jasper Philipsen   |
| 4. Oktober                 | 2. Etappe Giro d’Italia         | Diego Ulissi       |
| 16. Oktober                | 13. Etappe Giro d’Italia        | Diego Ulissi       |
| 5. November                | 15. Etappe Vuelta a España      | Jasper Philipsen   |

## Erfolge in der UCI ProSeries
In den Rennen der UCI ProSeries 2020 der UCI ProSeries gelangen die nachstehenden Erfolge.
| Datum             | Rennen                                    | Fahrer           |
| ----------------- | ----------------------------------------- | ---------------- |
| 27. Januar        | 2. Etappe Vuelta a San Juan Internacional | Fernando Gaviria |
| 29. Januar        | 4. Etappe Vuelta a San Juan Internacional | Fernando Gaviria |
| 2. Februar        | 7. Etappe Vuelta a San Juan Internacional | Fernando Gaviria |
| 6. Februar        | 2. Etappe Valencia-Rundfahrt              | Tadej Pogačar    |
| 8. Februar        | 4. Etappe Valencia-Rundfahrt              | Tadej Pogačar    |
| 5.–9. Februar     | Gesamtwertung Valencia-Rundfahrt          | Tadej Pogačar    |
| 29. Juli          | 2. Etappe Burgos-Rundfahrt                | Fernando Gaviria |
| 15. September     | 1. Etappe Luxemburg-Rundfahrt             | Diego Ulissi     |
| 18. September     | 4. Etappe Luxemburg-Rundfahrt             | Diego Ulissi     |
| 15.–19. September | Gesamtwertung Luxemburg-Rundfahrt         | Diego Ulissi     |

## Erfolge in des UCI Continental Circuits
In den Rennen des UCI Continental Circuits gelangen die nachstehenden Erfolge.
| Datum         | Rennen                     | Kat. | Fahrer                |
| ------------- | -------------------------- | ---- | --------------------- |
| 4. Februar    | 1. Etappe Saudi Tour       | 2.1  | Rui Costa             |
| 12. Februar   | 2. Etappe Tour Colombia    | 2.1  | Juan Sebastián Molano |
| 13. Februar   | 3. Etappe Tour Colombia    | 2.1  | Juan Sebastián Molano |
| 15. Februar   | 5. Etappe Tour Colombia    | 2.1  | Juan Sebastián Molano |
| 19. August    | 2. Etappe Tour du Limousin | 2.1  | Fernando Gaviria      |
| 20. August    | 3. Etappe Tour du Limousin | 2.1  | Jasper Philipsen      |
| 29. August    | Trofeo Matteotti           | 1.1  | Valerio Conti         |
| 16. September | Giro della Toscana         | 1.1  | Fernando Gaviria      |

## Erfolge bei den Nationalen Straßen-Radsportmeisterschaften
In den Rennen zu den Nationalen Straßen-Radsportmeisterschaften 2020 gelangen die nachstehenden Erfolge.
| Datum      | Rennen                                          | Sieger            |
| ---------- | ----------------------------------------------- | ----------------- |
| 28. Juni   | Slowenische Meisterschaft – Einzelzeitfahren    | Tadej Pogačar     |
| 14. August | Portugiesische Meisterschaft – Einzelzeitfahren | Ivo Oliveira      |
| 16. August | Portugiesische Meisterschaft – Straßenrennen    | Rui Costa         |
| 23. August | Norwegische Meisterschaft – Straßenrennen       | Sven Erik Byström |

## Mannschaft
| Teamkader 2020           | Teamkader 2020     | Teamkader 2020               | Teamkader 2020                |
| Name                     | Geburtsdatum       | Land                         | Vorheriges Team               |
| ------------------------ | ------------------ | ---------------------------- | ----------------------------- |
| Camilo Ardila            | 2. Juni 1999       | Kolumbien                    | EPM (2019)                    |
| Fabio Aru                | 3. Juli 1990       | Italien                      | Astana (2017)                 |
| Mikkel Bjerg             | 3. November 1998   | Dänemark                     | Hagens Berman Axeon (2019)    |
| Tom Bohli                | 17. Januar 1994    | Schweiz                      | BMC Racing Team (2018)        |
| Sven Erik Bystrøm        | 21. Januar 1992    | Norwegen                     | Katusha-Alpecin (2017)        |
| Valerio Conti            | 30. März 1993      | Italien                      |                               |
| Rui Costa                | 5. Oktober 1986    | Portugal                     | Movistar Team (2013)          |
| Alessandro Covi          | 28. September 1998 | Italien                      | Colpack (2019)                |
| David de la Cruz         | 6. Mai 1989        | Spanien                      | Team Ineos (2019)             |
| Joseph Dombrowski        | 12. Mai 1991       | Vereinigte Staaten           | EF Education First (2019)     |
| Davide Formolo           | 25. Oktober 1992   | Italien                      | Bora-Hansgrohe (2019)         |
| Fernando Gaviria         | 19. August 1994    | Kolumbien                    | Quick-Step Floors (2018)      |
| Sergio Henao             | 10. Dezember 1987  | Kolumbien                    | Team Sky (2018)               |
| Alexander Kristoff       | 5. Juli 1987       | Norwegen                     | Katusha-Alpecin (2017)        |
| Vegard Stake Laengen     | 7. Februar 1989    | Norwegen                     | IAM Cycling (2016)            |
| Marco Marcato            | 11. Februar 1984   | Italien                      | Wanty-Groupe Gobert (2016)    |
| Brandon McNulty          | 2. April 1998      | Vereinigte Staaten           | Rally UHC Cycling (2019)      |
| Yousef Mirza Bani Hammad | 8. Oktober 1988    | Vereinigte Arabische Emirate | Al Nasr-Dubai (2016)          |
| Sebastián Molano         | 4. November 1994   | Kolumbien                    | Manzana Postobón (2018)       |
| Cristian Muñoz           | 20. März 1996      | Kolumbien                    | Coldeportes-Zenú (2018)       |
| Ivo Oliveira             | 5. September 1996  | Portugal                     | Hagens Berman Axeon (2018)    |
| Rui Oliveira             | 5. September 1996  | Portugal                     | Hagens Berman Axeon (2018)    |
| Jasper Philipsen         | 2. März 1998       | Belgien                      | Hagens Berman Axeon (2018)    |
| Tadej Pogačar            | 21. September 1998 | Slowenien                    | Ljubljana Gusto Xaurum (2018) |
| Jan Polanc               | 6. Mai 1992        | Slowenien                    | Radenska (2013)               |
| Edward Ravasi            | 5. Juni 1994       | Italien                      | Colpack (2016)                |
| Aljaksandr Rabuschenka   | 12. Oktober 1995   | Belarus                      |                               |
| Maximiliano Richeze      | 7. März 1983       | Argentinien                  | Deceuninck-Quick Step (2019)  |
| Oliviero Troia           | 1. September 1994  | Italien                      | Colpack (2016)                |
| Diego Ulissi             | 15. Juli 1989      | Italien                      |                               |
|                          |                    |                              |                               |
| Quelle: ProCyclingStats  |                    |                              |                               |